# توماس هنری دادز
توماس هنری دادز (انگلیسی: Thomas Dodds; ۱۱ نوامبر ۱۸۷۳ – ۱۵ اکتبر ۱۹۴۳) فرد نظامی اهل آفریقای جنوبی بود. وی همچنین برندهٔ جوایزی همچون نشان سلطنتی ویکتوریایی شده‌است.